# Heavydirtysoul
Heavydirtysoul to ostatni i zarazem szósty singiel amerykańskiego duetu muzycznego Twenty One Pilots z albumu Blurryface (2015), wydany 9 grudnia 2016 roku przez Fueled by Ramen. Piosenka została napisana przez Tylera Josepha.
Nagranie w Polsce uzyskało status platynowej płyty.

## O utworze
Utwór jest utrzymany w koncepcji hip-hopu (szczególnie pod względem wokali) i rocka elektronicznego (dotyczy to wszystkich instrumentów wykorzystanych w nagraniu piosenki) z elementami funk rocka i indietronici. Na „CD single” znalazły się też dwie inne wersje utworu: wersja instrumentalna oraz wersja radiowa.

## Wykonanialive
Podczas pierwszej trasy koncertowej promującej płytę Blurryface utwór Heavydirtysoul miał nieco wydłużone intro, na które potem nachodziły dźwięki basu ze zwrotki. Natomiast podczas drugiej trasy koncertowej promującej czwarty album studyjny duetu, najpierw pojawiał się fragment innego singla duetu (Fairly Local), po którym wstępowała piosenka Heavydirtysoul (ukazana w oryginalnej, albumowej wersji).

## Teledysk
Teledysk do utworu został nakręcony na jednej z ulic miasta w Stanach Zjednoczonych. W czasie trwania jego Tyler Joseph jeździ z tyłu samochodu i rapuje, a Josh Dun gra na perkusji. Podczas trwania teledysku są dwa momenty, w których może nastąpić kraksa auta z perkusją Josha i nim samym. W tej pierwszej chwili odpada część z koła auta Tylera i Josh gra na „zapalonej” perkusji do końca teledysku. Pod koniec teledysku auto Tylera jest prawie „ogołocone” ze wszystkich części, a gdy zaczyna się ono palić, Tyler wysiada z niego i dokańcza z Joshem utwór. Na końcu teledysku Tyler jeździ w „naprawionym” samochodzie.

## Lista utworów

### Digital download
- Heavydirtysoul – 3:54

### CD single
- Heavydirtysoul – 3:54
- Heavydirtysoul (Instrumental) – 3:54
- Heavydirtysoul (Radio edit) – 3:33
- Heavydirtysoul (TV track) – 3:54
- Heavydirtysoul (a capella) – 3:54

## Twórcy utworu

### Twenty One Pilots
- Tyler Joseph – wokal, pianino, gitara basowa, gitara elektryczna, syntezatory, tamburyn, programowanie
- Josh Dun – perkusja, instrumenty perkusyjne

### Pozostali twórcy
- Ricky Reed – programowanie, chórki

## Wersja z TOPxMM
Utwór Heavydirtysoul znalazł się też w nowej, hardrockowej wersji na EP-ce TOPxMM, wydanej 20 grudnia 2016 roku, podczas której nagrywania duetowi Twenty One Pilots towarzyszyła grupa rockowa Mutemath.

## Twórcy

### Twenty One Pilots
- Tyler Joseph – wokale główne
- Josh Dun – perkusja

### Mutemath
- Paul Meany – syntezatory, programowanie, chórki
- Darren King – perkusja, tamburyn, syntezator, perkusja elektroniczna
- Roy Mitchell-Cárdenas – gitara
- Todd Gummerman – syntezatory, programowanie, chórki